# Andrea Kurth
Pour les articles homonymes, voir Kurth.
Andrea Kurth-Sredzki, née le 30 septembre 1957 à Breitenbrunn (République démocratique allemande), est une ancienne rameuse est-allemande. Elle remporte une médaille d'or aux Jeux de 1976.

## Carrière
Membre de l'équipage est-allemand du quatre avec barreuse, Kurth remporte la médaille d'or aux Jeux de 1976 puis l'or en huit aux Mondiaux 1977. Pendant ce championnat, son entraîneur, Richard Wecke fuit à l'Ouest, ce qui met sa carrière à l'arrêt. Elle continue sa préparation pour les Jeux olympiques de 1980 mais elle doit y mettre un terme à cause d'une opération à la main.

## Palmarès
- Jeux olympiques d'été de 1976 à Montréal ( Canada) :
  -  médaille d'or du quatre avec barreuse

### Championnats du monde
- Championnats du monde d'aviron 1977 à Amsterdam ( Pays-Bas) :
  -  médaille d'or en huit